# 罗什福尔叙讷农
罗什福尔叙讷农（法語：Rochefort-sur-Nenon，法語發音：[ʁɔʃfɔʁ syʁ nənɔ̃]，意为“讷农上方的罗什福尔”）是法国汝拉省的一个市镇，位于该省北部，属于多勒区。

## 地名
与通常在法语地名中表示“在……河畔”之意的“sur”不同，该地名Rochefort-sur-Nenon中的“sur”意为“在……上方”，表示名为罗什福尔（Rochefort）的该地与讷农（Nenon）的位置关系，并以“罗什福尔上方的圣欧班”之名区分其他的“罗什福尔”，且事实上在该地附近也并无“讷农河”存在。讷农已于1973年与邻近的埃克朗（Éclans）合并为今天的埃克朗-讷农（Éclans-Nenon）。

## 地理
罗什福尔叙讷农（47°7'32"N, 5°33'42"E）面积10.2 平方千米，位于法国勃艮第-弗朗什-孔泰大區汝拉省，该省份为法国东部内陆省份，北起上索恩省，西北接科多尔省，西临索恩-卢瓦尔省，南至安省，东与杜省和瑞士接壤。
与罗什福尔叙讷农接壤的市镇（或旧市镇、城区）包括：沙特努瓦、欧德朗日、欧蒂姆、巴沃朗、布勒旺、埃克朗-讷农、法勒唐。
罗什福尔叙讷农的时区为UTC+01:00、UTC+02:00（夏令时）。

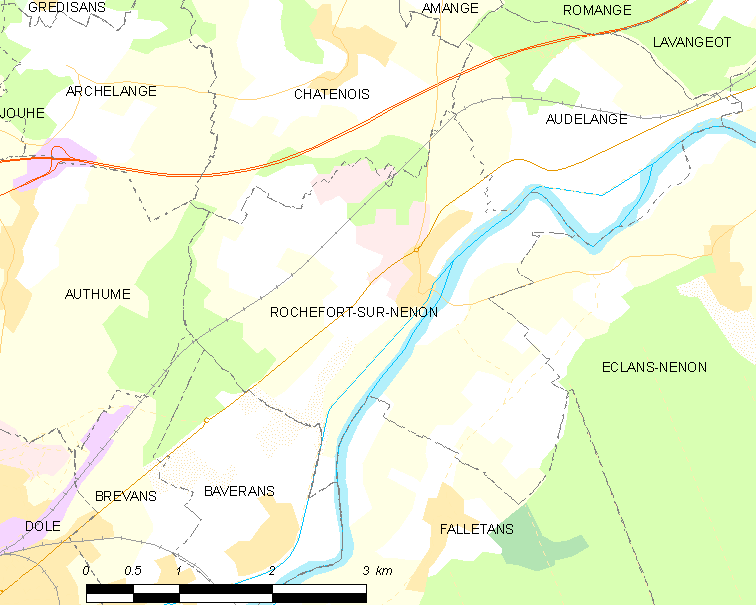
罗什福尔叙讷农的OSM定位图

## 行政
罗什福尔叙讷农的邮政编码为39700，INSEE市镇编码为39462。

## 政治
罗什福尔叙讷农所属的省级选区为欧蒂姆县。

## 人口

1962-2008年间罗什福尔叙讷农人口变化图示

罗什福尔叙讷农于2022年1月1日时的人口数量为692人。